# موسی بالو
موسی بالو (انگلیسی: Moussa Ballo؛ زادهٔ ۱۱ ژانویهٔ ۱۹۹۶) بازیکن فوتبال اهل مالی است.
وی همچنین در تیم ملی فوتبال مالی بازی کرده است.